# Cortes (Surigao del Sur)
Cortes è una municipalità di quinta classe delle Filippine, situata nella Provincia di Surigao del Sur, nella Regione di Caraga.
Cortes è formata da 12 baranggay:
- Balibadon
- Burgos
- Capandan
- Mabahin
- Madrelino
- Manlico
- Matho
- Poblacion
- Tag-Anongan
- Tigao
- Tuboran
- Uba